# 李絙
李絙（3世纪—311年），一作李晅，高平人，西晋晋怀帝时中书令。
晋怀帝永嘉三年（309年），李絙任中书令，与王敦、荀组等同列台辅。永嘉五年（311年），刘曜等进兵洛阳，焚烧宫庙，百官士庶数万人被杀。抚军将军秦王司马业是荀藩的外甥，当时十二岁，南奔密县，荀藩等人侍奉他，向南奔赴许昌。前豫州刺史阎鼎，在密县聚集了几千西州流民，打算返归故乡。荀藩任用阎鼎为豫州刺史，让中书令李絙、司徒左长史彭城人刘畴、镇军长史周顗、司马李述等人作为阎鼎的参佐。阎鼎打算侍奉秦王司马业到关中，占据长安来向四方发号施令。荀藩、刘畴、周顗、李述等人都是崤山以东地区的人，不想西行，中途都逃散了，阎鼎派兵追他们，没有追上，就杀了李絙等人。